# HD60178
HD60178 — хімічно пекулярна зоря спектрального класу A1, що має видиму зоряну величину в смузі V приблизно  2,9.
Вона  розташована на відстані близько 51,5 світлових років від Сонця.

## Фізичні характеристики
Зоря HD60178 обертається 
порівняно повільно 
навколо своєї осі. Проєкція її екваторіальної швидкості на промінь зору становить  Vsin(i)= 33км/сек.

## Магнітне поле
Спектр даної зорі вказує на наявність магнітного поля у її зоряній атмосфері.
Напруженість повздовжної компоненти поля оціненої з аналізу
становить  136,1±  92,0 Гаус.